# Canal 10 (Nicaragua)
Pour les articles homonymes, voir Canal 10.
Canal 10 est une chaîne de télévision nicaraguayenne.
Cette société de télévision est membre de l'Organisation des Télécommunications Ibéro-Américaines (OTI).

## Histoire
La fréquence a été attribuée à Carlos Reynaldo et César Augusto Lacayo, mais a été rapidement rachetée par Ángel González . La fréquence de la chaîne a été attribuée en 1990, et lors de son contrôle, Ángel González a confié le poste à Chicho Silva .
Au départ, la chaîne diffusait exclusivement des programmes étrangers ; un journal télévisé local a été ajouté en août 2001.
Le 7 janvier 2005, la chaîne a licencié son équipe d'information existante car son journal télévisé (Telediario 10) a été remplacé par Acción 10, et ses présentateurs ne correspondaient pas au profil du nouveau journal télévisé.
Le 6 octobre 2005, les abonnés du système câblé Estesa (aujourd'hui Claro) ont eu accès à un flux 24/7 de la chaîne, avec une meilleure qualité d'image et une programmation 24/7, après la signature d'un accord entre Estesa et Ratensa . Un nouvel accord a été signé en décembre avec les câblo-opérateurs locaux, visant à étendre le signal à l'ensemble du pays, y compris les zones sans signal de la chaîne nationale des zones frontalières où les chaînes costariciennes étaient dominantes.
En août 2018, le directeur de la chaîne, Carlos Pastora, a déclaré qu'un patron de TN8 l'avait obligé à réguler ses bulletins d'information et ses décisions éditoriales.